# Les Naufragés du Commonwealth
Les Naufragés du Commonwealth (titre original : The Chronicle of the Fallers) est une série de romans de science-fiction de l'auteur britannique Peter F. Hamilton.
La série est constituée de deux tomes : L'Abîme au-delà des rêves (The Abyss Beyond Dreams, 2014) suivi de Une nuit sans étoiles (Night Without Stars, 2016).

## Genèse
Hamilton a annoncé en 2011 l'élaboration d'une nouvelle trilogie. Plus tard, il a décidé de couper la trilogie en deux parties.

## Résumé
Le roman se déroule dans l'Univers du Commonwealth au 34e siècle pendant les événements de la Trilogie du Vide. On s'intéresse à Nigel Sheldon, le post-humain co-inventeur de la technologie des trous de ver, qui pénètre dans le sous-univers extraterrestre hostile connu comme le Vide afin de trouver un moyen de le détruire. Au cours de ce processus, il débarque sur la planète Bienvenido, qui abrite une branche de la civilisation humaine, constamment attaquée par des extraterrestres adaptatifs connus comme les Fallers. Un deuxième scénario suit Slvasta, un jeune soldat, alors qu'il progresse lors des combats sur la ligne de front contre les Fallers.

## Volumes
- L'Abîme au-delà des rêves, (octobre 2015), The Abyss Beyond Dreams, (2014).
- Une nuit sans étoiles, (avril 2017), Night Without Stars, (2016)